# Коллинз, Томас Кристофер
Томас Кристофер Коллинз (англ. Thomas Christopher Collins; род. 16 января 1947, Гуэлф, Онтарио, Канада) — канадский кардинал. Коадъютор епископа Сен-Поля с 25 марта по 30 июня 1997. Епископ Сен-Поля с 30 июня 1997 по 18 февраля 1999. Коадъютор архиепископа Эдмонтона с 18 февраля по 7 июня 1999. Архиепископ Эдмонтона с 7 июня 1999 по 16 декабря 2006. Апостольский администратор Сен-Поля с 16 марта по 8 сентября 2001. Архиепископ Торонто с 16 декабря 2006 по 23 февраля 2023. Кардинал-священник с титулом церкви Сан-Патрицио с 18 февраля 2012.